# Argo-Gletscher
Der Argo-Gletscher ist ein 16 km langer Gletscher in der antarktischen Ross Dependency. In der Miller Range des Transantarktischen Gebirges fließt er in nordöstlicher Richtung zum Marsh-Gletscher, den er südlich der Macdonald Bluffs erreicht.
Teilnehmer der New Zealand Geological Survey Antarctic Expedition (1961–1962) benannten ihn nach dem Schiff Argo aus der griechischen Mythologie.